# Open Book Winter Album
Open Book Winter Album — второй сольный  акустический альбом вокалиста группы Blue October Джастина Фёрстенфелда, был записан во время сольного тура Фёрстенфелда «Open Book» в январе-феврале 2017 года и был выпущен 24 ноября 2017 года в цифровом формате, CD и винил.

## Об альбоме
Песни в альбоме представляют собой сочетание старых неизданных песен 5591 (Define the Trail, Gun Metal Blue, Morning Everything), треков из периода 5591, которые позже были выпущены Blue October (Graceful Dancing, Sorry Hearts), песен из альбомов Blue October (треки 7-19) и ранее неизданный трек «Pink».

## Список композиций
Все тексты написаны Джастином Фёрстенфелдом.
| №                   | Название                                      | Длительность |
| ------------------- | --------------------------------------------- | ------------ |
| 1.                  | «Define the Trail»                            | 4:27         |
| 2.                  | «Gun Metal Blue»                              | 2:52         |
| 3.                  | «Morning Everything»                          | 3:41         |
| 4.                  | «Pink»                                        | 3:41         |
| 5.                  | «Graceful Dancing»                            | 3:40         |
| 6.                  | «Sorry Hearts»                                | 3:04         |
| 7.                  | «For My Brother»                              | 5:38         |
| 8.                  | «Two A.M. Lovesick»                           | 3:20         |
| 9.                  | «Breakfast After Ten»                         | 3:29         |
| 10.                 | «Italian Radio»                               | 2:58         |
| 11.                 | «Amnesia»                                     | 4:27         |
| 12.                 | «Conversation Via Radio (Do You Ever Wonder)» | 4:22         |
| 13.                 | «Drop»                                        | 4:53         |
| 14.                 | «Ugly Side»                                   | 3:48         |
| 15.                 | «Into the Ocean»                              | 5:12         |
| 16.                 | «We Know Where You Go»                        | 4:11         |
| 17.                 | «Home»                                        | 4:51         |
| 18.                 | «I Want It»                                   | 5:30         |
| 19.                 | «Blue Does»                                   | 3:44         |
| Общая длительность: | Общая длительность:                           | 1:18:00      |

## Участники записи
- Джастин Фёрстенфелд — стихи, вокал, гитара

Продакшн:
- Эрик Д. Хольц — запись, звукоинженер, дополнительное сведение
- Кевин Батлер - мастеринг
- Джастин Фёрстенфелд — продюсер
- Крис Барбер - фото